# Грос-Лукков
Грос-Лукков (нем. Groß Luckow) — община в Германии, районный центр, расположен в земле Мекленбург-Передняя Померания.
Входит в состав района Иккер-Рандов. Подчиняется управлению Иккер-Рандов-Таль. Население составляет 206 человек (2009); в 2003 г. — 258. Занимает площадь 8,84 км².
| Год  | Население |
| ---- | --------- |
| 1991 | 363       |
| 1995 | 329       |
| 2000 | 301       |
| 2005 | 239       |
| 2010 | 196       |